# Bukowski ve vaně
Bukowski ve vaně (anglicky Bukowski in the Bathtub) je nepříliš rozsáhlá kniha rozhovorů mezi Charlesem Bukowským, Johnem Thomasem a jeho manželkou Philomenou Longovou. Charles Bukowski se s Johnem Thomasem často stýkal v letech 1965 až 1971 - v době, kdy pracoval noční směny na poště a prožíval krušné období. Řekl o něm: "...udělal místo když / tam žádné nebylo / místo kam jít když všechno / bylo zavřené...poskytoval ohleduplnou / spásonosnou / přirozenou / laskavost..." (citát ze "Silného muže" - básně o Johnu Thomasovi otištěné v Black Ace/Temple of Man) .
Materiály ke knize shromáždila a připravila k vydání Philomena Longová. Titul vyšel v roce 1997, je rozdělen do 19 kapitol a podává Charlese Bukowského v trochu jiném světle, než jakého jej znají čtenáři z jeho autobiografických próz. John Thomas s Philomenou vzpomínají, proč Bukowski rád trávil spoustu času ve vaně, jeho stavy po požití marihuany, DMT a LSD, jeho představy o sobě a mnoho dalších perliček.

Zajímavá je historka o strážcích zákona, Bukowski policisty nenáviděl - s výjimkou dopravních policistů na motorkách. V knize je vysvětleno proč.
Česky knihu vydalo nakladatelství Volvox Globator v roce 1999 .

## Obsah
1. Kypící hrnec, kypící kartonové krabice (str. 7)

Philomene Longová popisuje okolnosti, za jakých byly ztracené básně, magnetofonové pásky, kresby od Bukowského a fotografie objeveny.
2. Čím byl cítit Bukowski? (str. 10)

Bukowski, málo známé intimní detaily: jeho vůně, jeho podivná vášeň pro nohy.
3. Jeho obličej, jeho nádherné nohy, jeho zajímavé oči, jeho svaly (str. 14)

Více o kráterovitém obličeji a bizarním narcismu básníka.
4. Malá špinavá a nic v lednici (str. 17)

První setkání Charlese Bukowského a Johna Thomase.
5. Dej čtenáři něco sexy, na co se může těšit (str. 27)

Tři žertovné Bukowského příběhy. Domácí nuda.
6. Bojující Bukowski (str. 34)

Vzpomínky na rvačky. Boxování na DeLongpre: (tajný) impozantní souboj Thomas/Bukowski.
7. Plešoun! (str. 40)

Bizarní sexuální zkušenost... dokonce i pro Bukowského.
8. Použil Bukowski někdy tvoji vanu? (str. 44)

Podrobnosti o Bukowského koupání.
9. Domácí léčebné prostředky (str. 47)

Bukowského první LSD trip.
10. Zpátky k bustám (str. 53)

Vymodelované busty. Ložnicové triky. Sex jako v mraveništi.
11. Co jsi nevěděl? (str. 61)

Bukowského první čtení poezie: co se dělo kolem.
12. Jsem Charles Bukowski, bejby! (str. 64)

Bukowski a někteří z jeho přátel a nepřátel.
13. Musíš v týhle hře švindlovat (str. 71)

Bukowski s Johnem Thomasem hovoří o tom, jak básník lže a píše.
14. Jediný, co znám, je jejich sexuální život (str. 78)

Bukowski a jeho ženy. Jak jednu z nich pohřbil.
15. Nejlepší prokletej básník ve městě (str. 84)

Esej napsaná pro L. A. Free Press o Bukowského poezii, 3. března, 1967.
16. Co je to muž? (str. 99)

Bukowského představa mužnosti.
17. Jakým typem ženy by Bukowski byl? (str. 103)

Přemítání o Bukowském a ženách. Jak psal o ženách. Jak psal o Thomasovi.
18. Opilecká fantazie nakonec realizována (str. 106)

Arabské noci ve východním Hollywoodu.
19. Dlouhá koupel (str. 109)

Konec Bukowského života.